# شهرستان میفلن (پنسیلوانیا)
شهرستان میفلن، پنسیلوانیا (به انگلیسی: Mifflin County, Pennsylvania) شهرستانی در ایالات متحده آمریکا است که در پنسیلوانیا واقع شده‌است.

## خصوصیات
شهرستان میفلن ۱٬۰۷۴٫۸۵ کیلومترمربع مساحت دارد.